# Southern Cross Mountains
Die Southern Cross Mountains umfassen eine Reihe von Gebirgszügen zwischen dem Mariner- und dem Priestley-Gletscher im ostantarktischen Viktorialand. 
Die seewärts zugewandte Seite des Gebirges wurde erstmals 1841 durch James Clark Ross gesichtet und nachfolgend auch von Expeditionen der Polarforscher Carsten Egeberg Borchgrevink, Robert Falcon Scott, Ernest Shackleton und Richard Evelyn Byrd aufgesucht. Die detaillierte Kartierung erfolgte mithilfe von Luftaufnahmen der United States Navy sowie geodätischer Vermessungen neuseeländischer und US-amerikanischer Expeditionen in den 1950er und 1960er Jahren. Die Benennung nach dem Sternbild Kreuz des Südens (englisch Southern Cross) nahm die Nordgruppe einer von 1965 bis 1966 durchgeführten Kampagne im Rahmen der New Zealand Geological Survey Antarctic Expedition vor.